# 菲爾斯河 (多瑙河支流)

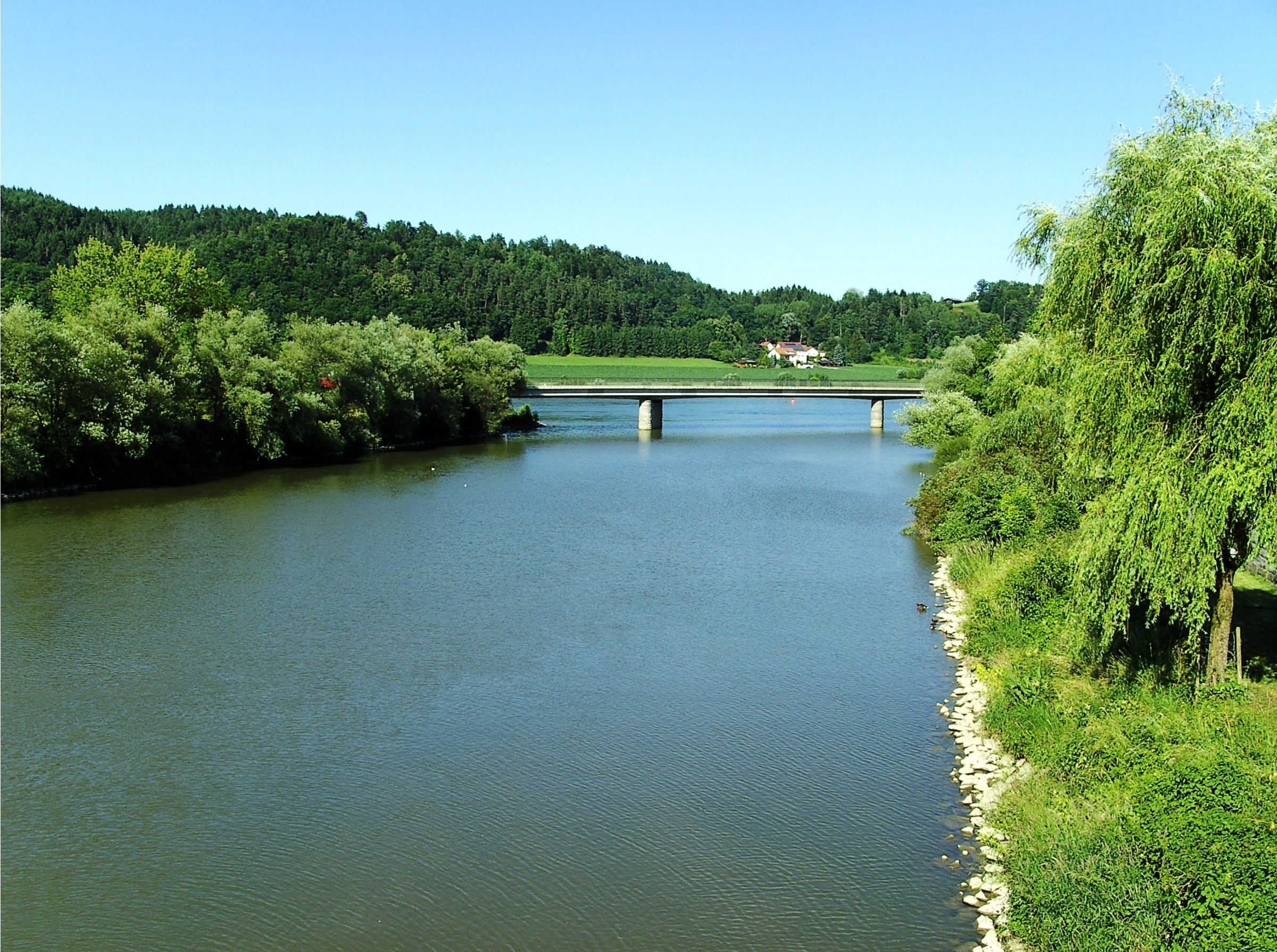

菲爾斯河（德语：Vils）是德國的河流，位於巴伐利亞，屬於多瑙河的支流，河道全長62.7公里，流域面積1,445平方公里，平均流量每秒76.8立方米，河口處在多瑙河畔菲爾斯霍芬。